# Zibika
Zibika – wieś w Słowenii, w gminie Šmarje pri Jelšah. W 2018 roku liczyła 182 mieszkańców.